# Italienische Frauen-Handballnationalmannschaft
Die italienische Frauen-Handballnationalmannschaft vertritt Italien bei internationalen Turnieren im Frauenhandball. Die italienische Auswahl konnte sich durch den Gewinn des Handballturniers der Mittelmeerspiele 1987 und der EHF Challenge Trophy 2004 auszeichnen.

## Erfolge bei Meisterschaften

### Weltmeisterschaft
Bei der bisher einzigen Teilnahme bei der Heim-WM 2001 wurde der 16. Platz belegt. Das Aufgebot bestand dabei aus:
- 2: Valeria Muretto
- 3: Giorgia Di Fazzio
- 4: Elena Barani
- 5: Zsuzsanna Csoma
- 6: Luana Pistelli
- 10: Daniela Russo
- 12: Verena Wolf (Tor)
- 13: Michela Cavenaghi
- 15: Emanuela Avallone
- 16: Martina Pascazio (Tor)
- 17: Nataliya Anisenkova
- 18: Rossana Mangano

### Europameisterschaft
Keine Teilnahme bisher.

### Olympische Spiele
Keine Teilnahme bisher.

### EHF Challenge Trophy
- 2004: 1. Platz[2]

### Mittelmeerspiele
Bei den Mittelmeerspielen in verschiedenen Ländern des Mittelmeerraumes ist das Handball-Turnier der Frauen seit 1979, mit Ausnahme von 1983, fester Bestandteil. Dort erreichte die Auswahl folgende Platzierungen:
- Mittelmeerspiele 1979:  03. Platz (von 4 Mannschaften)
- Mittelmeerspiele 1983: kein Turnier
- Mittelmeerspiele 1987:  01. Platz (von 4 Mannschaften)
- Mittelmeerspiele 1991: 04. Platz (von 5 Mannschaften)
- Mittelmeerspiele 1993: 05. Platz (von 6 Mannschaften)
- Mittelmeerspiele 1997: 07. Platz (von 8 Mannschaften)
- Mittelmeerspiele 2001: 06. Platz (von 8 Mannschaften)
- Mittelmeerspiele 2005: 06. Platz (von 8 Mannschaften)
- Mittelmeerspiele 2009: 08. Platz (von 9 Mannschaften)
- Mittelmeerspiele 2013: 08. Platz (von 10 Mannschaften)
- Mittelmeerspiele 2018: 06. Platz (von 10 Mannschaften)
- Mittelmeerspiele 2022: nicht teilgenommen